# سفيشتوف
سفيشتوف (بالإنجليزية: Svishtov)‏ هي مدينة في جنوب ألبانيا، بلغ عدد سكانها في 2011 5,738 نسمة.

## المناخ
يظهر الجدول التالي التغييرات المناخية على مدار السنة لسفيشتوف:
| البيانات المناخية لـسفيشتوف       | البيانات المناخية لـسفيشتوف | البيانات المناخية لـسفيشتوف | البيانات المناخية لـسفيشتوف | البيانات المناخية لـسفيشتوف | البيانات المناخية لـسفيشتوف | البيانات المناخية لـسفيشتوف | البيانات المناخية لـسفيشتوف | البيانات المناخية لـسفيشتوف | البيانات المناخية لـسفيشتوف | البيانات المناخية لـسفيشتوف | البيانات المناخية لـسفيشتوف | البيانات المناخية لـسفيشتوف | البيانات المناخية لـسفيشتوف |
| الشهر                             | يناير                       | فبراير                      | مارس                        | أبريل                       | مايو                        | يونيو                       | يوليو                       | أغسطس                       | سبتمبر                      | أكتوبر                      | نوفمبر                      | ديسمبر                      | المعدل السنوي               |
| --------------------------------- | --------------------------- | --------------------------- | --------------------------- | --------------------------- | --------------------------- | --------------------------- | --------------------------- | --------------------------- | --------------------------- | --------------------------- | --------------------------- | --------------------------- | --------------------------- |
| متوسط درجة الحرارة الكبرى °م (°ف) | 2.6 (36.7)                  | 5.3 (41.5)                  | 12.8 (55.0)                 | 19.1 (66.4)                 | 25.7 (78.3)                 | 28.9 (84.0)                 | 31.4 (88.5)                 | 31.3 (88.3)                 | 25.5 (77.9)                 | 18.5 (65.3)                 | 10.9 (51.6)                 | 4.3 (39.7)                  | 18.0 (64.4)                 |
| المتوسط اليومي °م (°ف)            | 0.2 (32.4)                  | 1.7 (35.1)                  | 7.9 (46.2)                  | 13.7 (56.7)                 | 20.3 (68.5)                 | 24.0 (75.2)                 | 26.3 (79.3)                 | 26.3 (79.3)                 | 21.3 (70.3)                 | 13.8 (56.8)                 | 7.7 (45.9)                  | 1.6 (34.9)                  | 13.8 (56.8)                 |
| متوسط درجة الحرارة الصغرى °م (°ف) | −2.4 (27.7)                 | −1.9 (28.6)                 | 3.0 (37.4)                  | 8.3 (46.9)                  | 14.2 (57.6)                 | 18.0 (64.4)                 | 20.1 (68.2)                 | 20.2 (68.4)                 | 16.1 (61.0)                 | 9.1 (48.4)                  | 4.4 (39.9)                  | −1.2 (29.8)                 | 9.0 (48.2)                  |
| المصدر: Stringmeteo.com           |                             |                             |                             |                             |                             |                             |                             |                             |                             |                             |                             |                             |                             |

## توأمة
لسفيشتوف اتفاقيات توأمة مع كل من:
- بارسيلوس
- دبيتسا
- فيليس
- كريمنشوك
- لودزا (31 مايو 2011 - )
- بلدية لودزا (31 مايو 2011 - )

## أعلام
- بيتار بيتروفيتش